# Leucadendron burchellii
Leucadendron burchellii är en tvåhjärtbladig växtart som beskrevs av I.J.M. Williams. Leucadendron burchellii ingår i släktet Leucadendron och familjen Proteaceae. Inga underarter finns listade i Catalogue of Life.